# Empat Balai
Empat Balai is een bestuurslaag in het regentschap Kampar van de provincie Riau, Indonesië. Empat Balai telt 2508 inwoners (volkstelling 2010).